# Pelgon Trinle Rabten
Pelgon Trinle Rabten (tibétain : དཔལ་མགོན་འཕྲིན་ལས་རབ་བརྟན, Wylie : dpal mgon 'phrin las rab brtan) (1916 à Ngawa -1966) est le dernier roi du royaume de Meu.

## Biographie
Sa mère, la reine Pelchen Dondrub Tso, a régné sur le royaume jusqu'à la majorité de Trinle Rabten.
Contrairement à son père, Trinle Rabten a maintenu une politique de coexistence pacifique avec les régions voisines. Sa popularité et son patronage d’activités religieuses lui ont valu l'épithète de « roi religieux », et il a renforcé la tolérance religieuse de Meu où il y avait au moins dix-huit monastères différents des écoles gelugpa, sakyapa, nyingmapa, jonang et bön.
La première décennie du règne de Pelgon Trinle Rabten est marquée par une paix relative, tandis que son influence dans le sud de l'Amdo a augmenté et les communautés de Meu ont prospéré. Trinle Rabten et son royaume ont joué un rôle majeur dans le développement économique de la région. Le royaume possédait cinq unités commerciales. Chacune possédait plus d'une centaine de dzos pour le transport de marchandises. Les hommes d'affaires du royaume se livraient au commerce du thé, du bois, de bijoux, du musc et de produits laitiers entre des centres commerciaux comme Barkham, Xining, Dartsedo et Chengdu. L'environnement entrepreneurial créé par le roi de Meu a eu un impact important sur l'avenir de la vie économique de Ngawa en développement alors que le commerce des hommes d'affaires Ngawa s'étendait sur tout le plateau tibétain et même en Asie du Sud.
Les sujets du royaume étaient à la fois des pasteurs et des agriculteurs, et les impôts étaient donc payés sous forme de produits laitiers, d'animaux et de blé. Le royaume de Meu est connu pour son système d'imposition progressif basé sur la richesse et la taille relatives de chaque ménage. Les missionnaires occidentaux Robert Ekvall et Robert Carlson à la frontière sino-tibétaine ont relevés le niveau élevé d'alphabétisation des Tibétains non religieux dans le royaume de Meu, et ont loué la façon dont le royaume de Meu avait interdit le banditisme. Ainsi, contrairement à d'autres régions frontalières tibétaines, il était sûr de voyager dans la région de Ngawa. Cette relative sécurité s'exprime aussi par l'épithète : « le pays de la femme porteuse d'or ».
Trinle Rabten était pragmatique sur diplomatie avec les Chinois. Dans les années 1920 et 1930, alors qu'une grande partie du nord de l'Amdo était en guerre et en conflit avec les chefs de guerre musulmans, il conclut une alliance avec Ma Bufang du Gansu. Pourtant, Trinle Rabten a reçu des réfugiés fuyant les guerres et les violences du nord de l'Amdo. Lorsque ses anciens généraux basés à Meruma (Ngawa inférieur) ont résisté aux communistes en 1956, à la lumière des défaites précédentes et de la puissance militaire de l'adversaire, Trinle Rabten a tenté de négocier et de travailler avec les Chinois.
Après la victoire communiste en 1949, comme d’autres chefs et rois locaux du Tibet oriental, Trinle Rabten a été nommé membre représentatif de la préfecture autonome de Ngawa à l'Assemblée générale nationale chinoise. La dissolution des structures politiques traditionnelles tibétaines était un processus d'intégration progressif qui a commencé au début des années 1950 par l'installation de dirigeants et d'élites locaux traditionnels dans les structures administratives chinoises. La première forme de préfecture autonome de Ngawa a été créée en 1951 avec Barkham comme capitale de la préfecture. Après sa nomination à l'Assemblée générale nationale en tant que représentant de la préfecture autonome de Ngawa, Trinle Rabten a assisté à la réunion de l'Assemblée générale nationale à Pékin en 1954, au cours de laquelle il a rencontré le 14e dalaï-lama, le 10e paṇchen-lama, Chokyi Gyatso, et d'autres dirigeants tibétains de l'Est comme Apa Alo et le Chone Gyelpo, Pema Wangchuk.

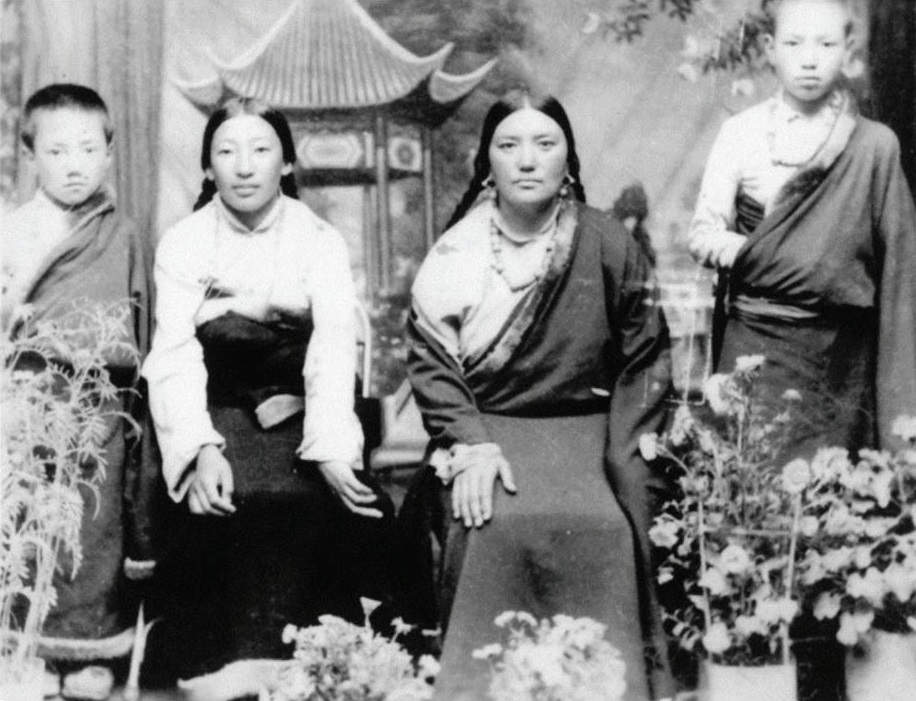
Gonpo Tso, Dondrup Tso, sœur du roi de Me'u, Tashi Drolma, reine de Me’u, Tsering Drolma, sœur ainée de Gonpo Tso, Lhassa en 1956

En 1956, Trinle Rabten a assisté à la réunion du comité préparatoire de la région autonome du Tibet à Lhassa. Il a rencontré le dalaï-lama à plusieurs reprises et a eu de longues discussions sur l'avenir du Tibet et des Tibétains dans son royaume lors de son séjour à Lhassa.
Fin en 1958, le Parti communiste adopte des « réformes démocratiques » et Trinle Rabten est contraint d'abdiquer. La famille est exilée à Chengdu. Trinle Rabten est nommé à la Conférence consultative politique du peuple chinois, mais la situation de la famille se détériore rapidement.
Dans une tournure drastique des événements à la suite de la révolution culturelle, Trinle Rabten a été désigné comme représentant de l'ancienne société - un ennemi de classe - à éliminer. Il reçut des pressions pour critiquer et condamner le dalaï-lama et le royaume « féodal » qu'il avait dirigé dans l'Amdo. Ayant refusé de le faire, il a été menacé. Quand sa femme, la reine Tashi Dolma, disparut mystérieusement, il a été anéanti. On pense que Pelgon Trinle Rabten s'est suicidé en se jetant dans la rivière à Tritsang en 1966. Il avait cinquante ans. Les membres de sa famille ont été persécutés en tant qu'ennemis de classe et envoyés dans des camps de rééducation ruraux.
Gonpo Tso, sa fille, est l'héritière du royaume de Meu.